# Renato Perona
Renato Perona (født 14. november 1927 i Terni, død 25. juli 1984 sammesteds) var en cykelrytter fra Italien, der primært kørte banecykling.
Perona indledte sin karriere som amatør på bane og landevej lige efter anden verdenskrig.
Perona blev udvalgt til at deltage i OL 1948 i London, hvor han kørte tandem sammen med Ferdinando Terruzzi. De to italienere vandt først over et argentinsk par, hvorpå de i kvartfinalen besejrede et belgisk par. Efter sejr over et schweizisk par i semifinalen stod de i finalen over for briterne Reg Harris og Alan Bannister. Finalen blev kørt i højst tre løb, og briterne vandt det første, hvorpå italienerne vandt det andet. På grund af forsinkelser i løbsprogrammet var det næsten mørkt, da det afgørende løb blev kørt. Briterne begyndte bedst, men italienerne indhentede dem og vandt med et ganske lille forspring (ca. 15 cm) og sikrede sig dermed guldmedaljerne, mens Harris og Bannister fik sølv. Franskmændene René Faye og Gaston Dron vandt kampen om tredjepladsen og bronzemedaljerne.
Efter OL 1948 fortsatte sin karriere til sidst i 1950'erne og kørte blandt andet seksdagesløb og grandprix-løb, og han vandt i alt 47 baneløb.